# Paul Yu Bin
Yu Bin (于斌S, Yú BīnP, Yü PinW; Lan-si Sien, 13 aprile 1901 – Roma, 16 agosto 1978) è stato un cardinale e arcivescovo cattolico cinese, con il nome cristiano di Baolu (保禄S, BǎolùP, PaoluW, lett. "Paolo").

## Biografia
Nacque a Lan-si Sien il 13 aprile 1901.
Il 17 luglio 1936 fu nominato da papa Pio XI vicario apostolico di Nanchino e vescovo titolare di Sozusa in Palestina. Nel 1937, quando i giapponesi occuparono Nanchino, posero una taglia di 100.000 dollari sulla sua testa, costringendolo a fuggire negli Stati Uniti. Alla fine della guerra riuscì a tornare in Cina e l'11 aprile 1946 divenne arcivescovo metropolita quando il vicariato fu elevato ad arcidiocesi.
Nel 1949, con l'avvento al potere del nuovo regime comunista, fu espulso dal paese e dovette nuovamente trovare rifugio negli Stati Uniti.
Papa Paolo VI lo elevò al rango di cardinale nel concistoro del 28 aprile 1969.
Giunto a Roma per partecipare al primo conclave del 1978, fu colpito da un attacco di cuore e morì il 16 agosto 1978, all'età di 77 anni, prima dell'elezione di papa Giovanni Paolo I.

## Genealogia episcopale e successione apostolica
La genealogia episcopale è:
- Cardinale Scipione Rebiba
- Cardinale Giulio Antonio Santori
- Cardinale Girolamo Bernerio, O.P.
- Arcivescovo Galeazzo Sanvitale
- Cardinale Ludovico Ludovisi
- Cardinale Luigi Caetani
- Cardinale Ulderico Carpegna
- Cardinale Paluzzo Paluzzi Altieri degli Albertoni
- Papa Benedetto XIII
- Papa Benedetto XIV
- Papa Clemente XIII
- Cardinale Marcantonio Colonna
- Cardinale Giacinto Sigismondo Gerdil, B.
- Cardinale Giulio Maria della Somaglia
- Cardinale Carlo Odescalchi, S.I.
- Cardinale Costantino Patrizi Naro
- Cardinale Serafino Vannutelli
- Cardinale Domenico Serafini, Cong. Subl. O.S.B.
- Cardinale Pietro Fumasoni Biondi
- Arcivescovo Mario Zanin
- Cardinale Paul Yü Pin

La successione apostolica è:
- Vescovo Sylvester Philip Wang Tao-nan, O.F.M. (1942)
- Arcivescovo Giuseppe Ferruccio Maurizio Rosà, O.F.M. (1946)
- Arcivescovo Matthew Kia Yen-wen (1970)